# Ormáiztegui
Ormáiztegui (oficialmente en euskera: Ormaiztegi) es un municipio español de la provincia de Guipúzcoa, en la comunidad autónoma del País Vasco. Cuenta con una población de 1268 habitantes (INE 2024).
Es conocido por ser la localidad natal del famoso general carlista Tomás de Zumalacárregui y por estar ubicada en él la sede de la empresa de carrozado de autobuses Irizar. Su monumento más conocido y el símbolo del pueblo es el viaducto de Ormáiztegui, una estructura metálica construida en el siglo XIX como viaducto de la línea de tren Madrid-Irún.

## Toponimia
El nombre del pueblo se ha escrito tradicionalmente Ormáiztegui en español y desde hace algunas décadas como Ormaiztegi, en euskera, siendo la pronunciación ligeramente diferente en ambos idiomas: el sonido «z» es fricativo sordo en español y silbante sonoro en vasco. El nombre en euskera Ormaiztegi fue adoptado como nombre oficial por el municipio en 1979 y fue recogido por el B.O.E. en 1989.
La primera mención escrita de esta localidad la menciona bajo la denominación de Formaiçtegui y se remonta al siglo XI. Sobre su significado proviene del euskera aunque no es muy claro; orma u horma quiere decir pared en euskera, aunque también puede significar hielo o escarcha, mientras que iztegi o hiztegi es un sufijo vasco con el significado de diccionario, aunque también podría ser el sufijo tegi que significa  casa de que suele acompañar a nombres propios, apodos o profesiones. Podría tratarse de la diccionario en pared o pared de hielo, siendo este un nombre propio.[cita requerida]
El gentilicio de sus habitantes es ormaizteguiarra, siendo común para hombres y mujeres. Se suele utilizar también la forma popular, y hablado por los habitantes propios ormaiztiarra. Efecto que surge cuando se habla rápido o de forma instantánea entre amigos y familiares. 

## Geografía
Ormáiztegui es un pequeño municipio (6,9 km²) que se encuentra situada en el centro-sur de la provincia de Guipúzcoa. Enclavado en el corazón de la comarca del Goyerri, el pueblo de Ormáiztegui se sitúa en el pequeño valle del río Estanda a 195 metros de altitud sobre el nivel del mar. El río Estanda es un afluente del río Oria. El Estanda forma junto con su afluente, el arroyo Santa Lucía, un corredor natural que une el alto valle del río Oria con el del Urola y las localidades de Zumárraga y Beasáin. Este hecho hace que Ormáiztegui, en cuyo núcleo urbano, confluyen el Santa Lucía y el Estanda; se ubique en una estratégica localización en el eje de comunicaciones de ambos valles.
El territorio está suficientemente regado, pues además de las dos cuencas citadas anteriormente cuenta con un número abundante de arroyos y regatas que bajan por las laderas del valle. A ambos lados del valle, el terreno asciende desde los aproximadamente 200 metros de altitud, llegando a las alturas del Monte Española (433 m) y el Ukarreo (365 m).
El clima es templado y húmedo, sin grandes contrastes estacionales. Los vientos predominantes son los del norte y noroeste, lo que hace que abunden las lluvias.

### Barrios
El casco urbano de Ormáiztegui se encuentra situado en una zona de paso, entre Beasáin y Zumárraga, encajonado entre dos zonas altas que cierran el valle. Ormáiztegui es un caso típico de núcleo de población nacido en un cruce de carreteras. Aproximadamente el 88% de la población de Ormáiztegui vive en el casco urbano del pueblo, mientras el 12% restante, vive en caseríos diseminados por el término municipal.
Los únicos barrios con cierta entidad aparte del propio casco urbano de Ormáiztegui son Alegría (Alegi), un barrio situado en la confluencia de los municipios de Gaviria, Ormáiztegui y Ezquioga-Ichaso; y que está compartido por los tres; así como Zubipe, barrio situado bajo el viaducto del ferrocarril y que está prácticamente unido a la trama urbana. Zubipe significa bajo el puente en euskera.

### Localidades limítrofes
Ormáiztegui limita al norte con Ezquioga-Ichaso; al sur con los municipios de Motiloa e Idiazábal; al este con Beasáin y al oeste con Gaviria y Motiloa. Beasáin, la cabecera comarcal queda a 6 km de distancia. Las localidades más cercanas son Ezquioga-Ichaso (barrio de Santa Lutzi Anduaga) a 2,5 km; Motiloa a 4 km; Gaviria a 5,5 km y Segura a 6,5 km. Zumárraga queda a solo 8,5 km de distancia.
Ormñaiztegui se encuentra situado en el corredor Beasáin-Zumárraga

## Historia
Ormáiztegui aparece mencionado por primera vez en un texto escrito del siglo XI, en una donación al monasterio de Barria en Álava. Al parecer la localidad surgió en la Edad Media como una población surgida en torno a la iglesia parroquial de San Andrés, que era de patronazgo vecinal, es decir no estaba bajo el patrocinio de ningún señor, algo poco común en la comarca.
En el siglo XIV, siendo una colación o parroquia, se avecina a la villa de Segura para disfrutar de sus privilegios, aunque manteniendo sus límites amojonados, montes y bienes propios. Esta unión se produjo según Pablo de Gorosábel en 1384. En 1615 Ormáiztegui compró a la Corona el título de villa, separándose de Segura en todos los aspectos. Durante los siglos siguientes participó en diferentes uniones con otras pequeñas localidades del entorno para costearse conjuntamente representación en las Juntas Generales de Guipúzcoa. Formó parte de la Unión del Valle de San Esteban, de la Unión de Cegama y desde 1679 a 1795 de la Unión de Arería. En 1813 se produjo durante la Guerra de la Independencia una batalla en Ormáiztegui entre tropas francesas y una partida de 600 hombres del guerrillero navarro Francisco Espoz y Mina. Durante la Primera Guerra Carlista, Ormáiztegui fue escenario de la Batalla de Zelandieta, en enero de 1835. El general carlista Tomás de Zumalacárregui, organizador, líder militar y héroe del ejército carlista era natural de Ormáiztegui.
La historia de Ormáiztegui ha estado ligada a las rutas de comunicación. Desde la Edad Media un camino pasaba a través de Ormáiztegui uniendo el valle del Oria con el del Urola y poniendo en comunicación la ruta que venía de Irún y Francia y pasaba a Álava por el valle de Léniz. En el siglo XVIII se construyó el Camino Real de Coches aprovechando este trazado. Durante la segunda mitad del siglo XIX se producen profundos cambios en Ormáiztegui. Llega el ferrocarril, siendo Ormáiztegui epicentro de las obras entre 1860 y 1865, se construye un balneario (ya desaparecido) y comienza la industrialización del pueblo.
En 2015 el pueblo celebró sus quinientos años como villa independiente.

## Demografía
Ormáiztegui cuenta con una población de 1268 habitantes (INE 2024).
| Gráfica de evolución demográfica de Ormáiztegui entre 1842 y 2021                                                   |
| |
| Población de derecho según los censos de población del INE Población de hecho según los censos de población del INE |

## Economía

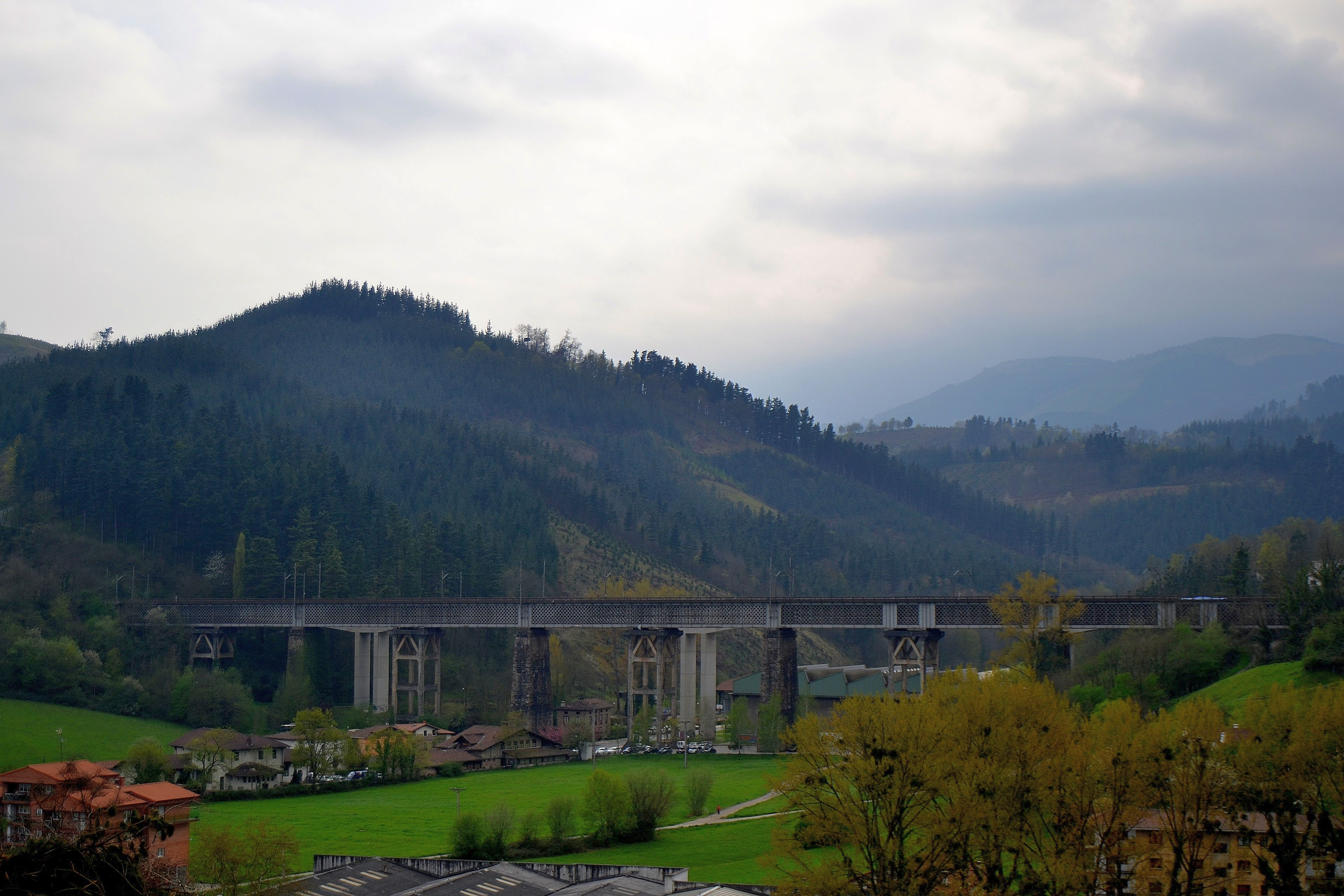
Viaducto de Ormáiztegui

Hasta el comienzo del siglo XX la economía de Ormáiztegui, así como la de las poblaciones del entorno, estuvo basada en la agricultura y la ganadería. Los primeros síntomas de un cambio en la economía local se produjeron ya a mediados del siglo XIX. Entre los hitos de este cambio cabe situarse la inauguración en 1853 del Balneario de Ormáiztegui que atraería a numerosos visitantes a sus aguas sulfurosas y contribuiría al nacimiento de varias posadas y bares en la localidad. Otro hito principal fue la construcción del ferrocarril de la línea Madrid-París. Ormáiztegui se convirtió en centro de la construcción de un tramo técnicamente dificultoso de la línea, que tuvo en el viaducto de Ormáiztegui (inaugurado en 1864) su obra más importante. La llegada de una legión de obreros contribuyó a dinamizar la economía local. En 1891 se inaugura oficialmente una estación de ferrocarril en el municipio, a través del que se da salida a la producción de las vecinas minas de Motiloa y Ceráin.
Varias familias de Ormáiztegui comenzaron a finales del siglo XIX con la industrialización de la localidad. Entre ellas destaca la familia Irízar. En la carpintería de la familia Irízar se comenzó en 1889 con la construcción de gurdis (carros de bueyes) de madera, de los carros de bueyes se pasó a la construcción de diligencias en una serrería, en 1925 la empresa pasa a un pabellón industrial con máquinas para el corte de madera. En 1948 construyen la primera carrocería metálica. Esta empresa centenaria, Irizar, convertida actualmente en sociedad cooperativa, es en la actualidad el principal motor económico de Ormáiztegui. Se dedica al carrozado de autocares de lujo. Otras ramas de la familia Irízar fundaron la Fábrica de Muebles San Antonio, cerrada en 1936 y Fundiciones y Laminaciones Irizar.
Otra familia destacada, fue la familia Lasa, que se dedicaría a la fabricación de motores eléctricos y alternadores. De las ya desaparecidas empresas SOLI (JML) y ONENA (JML) fundadas por José María Lasa; surgiría la importante empresa Indar de Beasáin fundada por antiguos trabajadores de ONENA. Otros miembroe de la familia Lasa fundarían a su vez las empresas Letag y CEG actualmente en funcionamiento.

### Industria
Ormáiztegui es una localidad eminentemente industrial con cerca del 50% de la población activa trabajando en este sector. Aunque no son muy numerosas las empresas de la localidad, la presencia de una gran empresa como Irizar convierte este sector en el más importante de la economía local. La escasa población de Ormáiztegui, las buenas comunicaciones y las distancias cortas hacen que numerosa gente proveniente de los municipios del entorno vaya a trabajar a Ormáiztegui.
En Ormáiztegui se encuentra la sede central de la empresa Irizar, dedicada al carrozado de autocares de lujo. Irizar cuenta con una plantilla de más de 700 trabajadores en su sede de Ormáiztegui, una cifra casi comparable a la población total de la localidad. El Grupo Irizar está compuesto por 9 empresas distribuidas por todo el mundo (España, China, Marruecos, Brasil, México, India y Sudáfrica) y engloba más de 3000 trabajadores. La empresa matriz de este grupo, Irizar S.Coop. tiene la particularidad de ser actualmente una cooperativa. En 2005 el Grupo Irizar facturó casi 350 millones de euros.
En el sector del mueble y contenedor metálico se encuentra la empresa Industrias Metálicas de Guipúzcoa, S.A.(IMEGUISA), creada en 1959. IMEGUISA cuenta con su sede central en Ormáiztegui. El Grupo IMEGUISA cuenta con varias plantas además de la de Ormáiztegui, en la provincia de Soria, Portugal y Turquía, así como varios almacenes de distribución principalmente en España. En Ormáiztegui se encuentra también Liuz S.L. empresa filial de IMEGUISA dedicada al mobiliario de oficina. Imeguisa cuenta con una plantilla de casi 200 personas, de las cuales unas 60 se encuentran en Ormáiztegui. El Grupo factura en torno a 25 millones de euros al año.
Otro sector con presencia significativa y tradición en Ormáiztegui es el de la maquinaria eléctrica con dos pymes con solera ubicadas en la localidad como Construcciones Electromecánicas LETAG, S.A. fundada en 1955 y con una plantilla de 75 trabajadores dedicada a la maquinaria eléctrica rotativa (ya extinguida) y Construcciones Eléctricas de Guipúzcoa, S.L. (C.E.G.) de 1968 y con cerca de 35 trabajadores que fabrica motores eléctricos para ascensores (donde trabajan conjuntamente 3.ª y 4.ª generación de la familia José María Lasa, emprendedor de inicios del siglo XX de la misma localidad).
Otras pymes de la localidad son Aceros Treo S.A. (Treosa) (camisas y ejes de acero); Aluminios Onak (carpintería metálica); Carpintería Usurbe; Elarga S.L. (mecanizado de piezas); Hierros Mavi S.L. (compra-venta de hierro); Industrias Seirak S.L. (calderería general); Oximek S.L. (taller de oxicorte); Talleres Auxiliares Lander S.L. (rebabado) y Urbil Etxegintzako Materialak S.L. (materiales para construcción).

### Otros sectores
El sector servicios es un sector en continuo crecimiento. Casi la mitad de la población activa trabaja en el sector servicios, pero es una cifra más baja que la que tienen otras localidades con una industria menos fuerte. Ormáiztegui cumple una función de capital subcomarcal para los municipios vecinos más pequeños como Ezquioga-Ichaso, Motiloa, Gaviria o Ceráin, cuya población acude a esta localidad a realizar la cesta de la compra más básica.
El sector primario, antiguo motor de la economía local, apenas tiene peso en la actualidad. La gente que vive en caseríos ya no depende de la agricultura para subsistir como hace 30 o 40 años.

## Administración y política
Políticamente hablando, Ormáiztegui es un feudo nacionalista, con un voto dirigido casi en 3/5 a los partidos nacionalistas moderados (PNV y EA); y algo más de 1/5 a la izquierda abertzale. El resto de opciones políticas se repartirían el 1/5 restante. El peso de los dos grandes partidos estatales (PP y PSOE) no llega al 10 % del electorado.
En las elecciones autonómicas celebradas en 2005, la coalición nacionalista vasca PNV-EA obtuvo el 59,9 % de los votos, seguido de lejos por los independentistas y comunistas de EHAK que obtuvieron el 22,9 %. Las restantes fuerzas políticas obtuvieron resultados muy discretos, siendo la tercera fuerza política Aralar con el 5,3 % del voto. Las dos grandes fuerzas políticas estatales (PSE-EE/PSOEy PP)sumaron conjuntamente el 8 % del voto.
En las elecciones municipales de 2003 venció la candidatura independiente encabezada por el anterior alcalde y denominada OHT (Ormaiztegiko Herri Taldea) (Grupo municipal de Ormáiztegui) que obtuvo el 77 % del voto y 8 concejales. La coalición PNV-EA obtuvo el 19 % restante y 1 concejal. El alcalde mantuvo un enfrentamiento en la anterior legislatura con la junta local de su partido, el PNV, y con varios de sus concejales lo que motivó su salida del PNV y la formación de esta candidatura independiente; a pesar de que el alcalde contaba con el apoyo de las juntas provinciales del PNV y EA. Las otras dos candidaturas presentadas, del PP y el PSE-EE/PSOE obtuvieron un 1,4 % y un 1,1 % del voto respectivamente. Hubo un 22,7 % de voto nulo, que cifraría el hipotético apoyo a otra candidatura independiente denominada Argitzen y que por su vinculación al partido ilegalizado Batasuna no pudo presentarse a las elecciones. Sus candidatos pidieron el voto nulo.
| Periodo   | Nombre                         | Partido | Partido                                                      |
| --------- | ------------------------------ | ------- | ------------------------------------------------------------ |
| 1979-1987 | José María Elósegui Aldanondo  |         | Euzko Alderdi Jeltzalea-Partido Nacionalista Vasco (EAJ-PNV) |
| 1987-1991 | Arantza Campos Otegi           |         | Euzko Alderdi Jeltzalea-Partido Nacionalista Vasco (EAJ-PNV) |
| 1991-1995 | Juan Carlos Leturia Yurrita    |         | Euzko Alderdi Jeltzalea-Partido Nacionalista Vasco (EAJ-PNV) |
| 1995-1996 | Martin Pérez de Albeniz Campos |         | Euzko Alderdi Jeltzalea-Partido Nacionalista Vasco (EAJ-PNV) |
| 1996-2003 | Iñaki Maiora Oria              |         | Euzko Alderdi Jeltzalea-Partido Nacionalista Vasco (EAJ-PNV) |
| 2003-2007 | Iñaki Maiora Oria              |         | Ormaiztegi Herri Taldea (OHT)                                |
| 2007-2011 | Ion Intxausti Ugalde           |         | Ormaiztegiko Bizilagunak Elkarlanean (ORBEL)                 |
| 2011-2015 | Rosa Mari Urkia Goitia         |         | Euskal Herria Bildu (EH Bildu)                               |
| 2015-2019 | Jon Enrigue Galarza            |         | Ormaiztegi Batzen (OB)                                       |

| Partido político                                              | 2015   | 2015       | 2011   | 2011       | 2007   | 2007       | 2003        | 2003        | 1999    | 1999       | 1995   | 1995       | 1991  | 1991       |
| Partido político                                              | %      | Concejales | %      | Concejales | %      | Concejales | %           | Concejales  | %       | Concejales | %      | Concejales | %     | Concejales |
| Ormaiztegi Batzen (OB)                                        | 61,75  | 6          | —      | —          | —      | —          | —           | —           | —       | —          | —      | —          | —     | —          |
| Euskal Herria Bildu (EH Bildu)-Bildu                          | 33,33  | 3          | 37,35  | 3          | —      | —          | —           | —           | —       | —          | —      | —          | —     | —          |
| Partido Socialista de Euskadi-Euskadiko Ezkerra (PSE-EE PSOE) | 1,37   | 0          | 1,74   | 0          | 1,28   | 0          | 1,07        | 0           | —       | —          | —      | —          | —     | —          |
| Ormaiztegi Herri Taldea (OHT)                                 | —      | —          | 29,18  | 3          | 34,83  | 3          | 77,03       | 8           | —       | —          | —      | —          | —     | —          |
| Ormaiztegiko Bizilagunak Elkarlanean (ORBEL)                  | —      | —          | 28,11  | 3          | 32,27  | 3          | —           | —           | —       | —          | —      | —          | —     | —          |
| Partido Popular del País Vasco (PP)                           | —      | —          | 1,61   | 0          | 0,38   | 0          | 1,38        | 0           | 0,76    | 0          | —      | —          | —     | —          |
| Eusko Abertzale Ekintza-Acción Nacionalista Vasca (EAE-ANV)   | —      | —          | —      | —          | 29,32  | 3          | —           | —           | —       | —          | —      | —          | —     | —          |
| Euzko Alderdi Jeltzalea-Partido Nacionalista Vasco (EAJ-PNV)  | —      | —          | —      | —          | —      | —          | 18,99       | 1           | 65,57   | 6          | 37,97  | 4          | 37,42 | 4          |
| Euskal Herritarrok (EH)-Herri Batasuna (HB)                   | —      | —          | —      | —          | —      | —          | Ilegalizado | Ilegalizado | 32,79   | 3          | 22,16  | 2          | 24,39 | 2          |
| Eusko Alkartasuna (EA)                                        | —      | —          | —      | —          | —      | —          | Con PNV     | Con PNV     | Con PNV | Con PNV    | 36,49  | 3          | 21,07 | 2          |
| Euskadiko Ezkerra (EE)                                        | PSE-EE | PSE-EE     | PSE-EE | PSE-EE     | PSE-EE | PSE-EE     | PSE-EE      | PSE-EE      | PSE-EE  | PSE-EE     | PSE-EE | PSE-EE     | 15,71 | 1          |

## Cultura

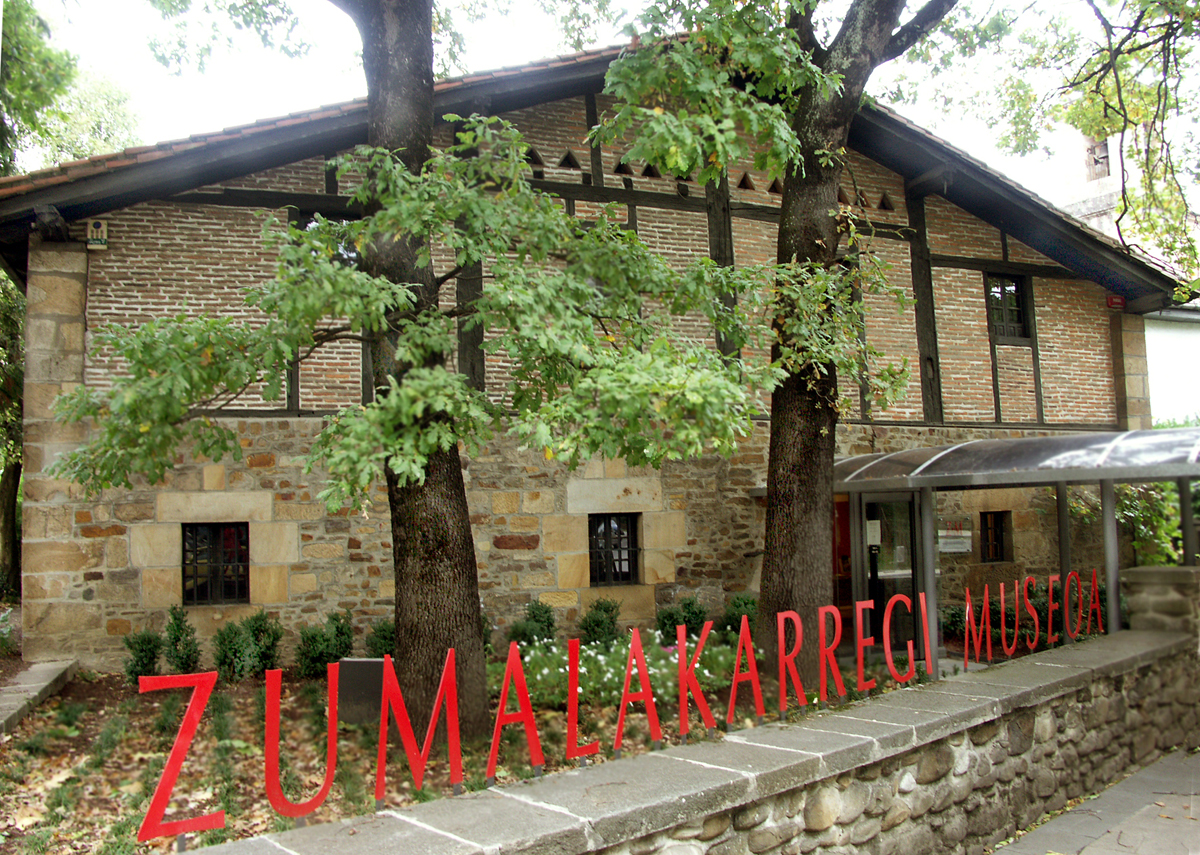
Museo Zumalacárregui

En Ormáiztegui tiene su sede el Museo Zumalacárregui. Está situado en el caserío Iriarte Erdikoa, donde se creía que había nacido el general, y que perteneció a su familia. Este museo está dedicado a la figura del general Tomás de Zumalacárregui y en general a la historia del País Vasco en el siglo XIX.
Ormáiztegui dispone también de una Casa de Cultura situada en las antiguas escuelas municipales. La casa de cultura dispone de biblioteca, sala de conferencias y sala de reuniones.
En otoño se suele celebrar una semana deportiva-cultural, en la que se conjugan actividades deportivas y culturales. La semana suele culminarse con el Dantzari txiki eguna (Día del pequeño bailarín), en el que grupos de danzas infantiles locales actúan en el pueblo.

### Patrimonio
- Iglesia de San Andrés: fue reconstruida en el siglo XVI. Posee una pila bautismal visigótica.
- Basílica de San Juan Bautista: actual sede de la Biblioteca Municipal.
- Viaducto de Ormáiztegui: Pertenece a la línea férrea Madrid-Irún, es una estructura de hierro atribuida erróneamente a Gustave Eiffel, ya que fue obra de otro ingeniero francés llamado Alexander Lavalley en el año 1863. Tiene 286 m de longitud y 35 m de altura en el punto de mayor desnivel; fue destruido en la guerra civil española y fue totalmente reconstruido en 1940. En 1996 dejó de utilizarse al haber quedado obsoleto y se construyó un moderno viaducto de tren al lado. Para evitar su demolición fue declarado monumento, ya que en sus más de 130 años de historia se había convertido en el símbolo de Ormáiztegui.

### Deporte
Los hermanos Ion y Gorka Izagirre son ciclistas profesionales nacidos en este municipio.

### Fiestas
Las fiestas patronales de Ormáiztegui se celebran en honor de San Andrés en torno al 29 de noviembre. En su programa de fiestas suelen destacar entre otras actividades una feria de artesanía, el gran premio de ciclo-cross y el tradicional concurso de morcillas de Ormáiztegui.
Otros días festivos en la localidad son la noche de San Juan, el 23 de junio y la tradicional romería a la ermita de Liernia (situada en el vecino pueblo de Motiloa) el segundo domingo de julio. El 29 de septiembre, festividad de San Miguel, se celebra una cena popular que rememora el antiguo zagi-ardo, la cena anual en la que el ayuntamiento repartía vino gratis entre los vecinos del pueblo. En Navidad, la víspera de Nochebuena el 24 de diciembre muchos vecinos del pueblo recorren la localidad cantando villancicos y recogiendo dinero. También se saca a pasear la figura del Olentzero, como es tradición en el País Vasco. El 5 de enero suele haber cabalgata de los Reyes Magos.